# .id
Pour les articles homonymes, voir ID.
.id est le domaine de premier niveau national (country code top level domain : ccTLD) réservé à l'Indonésie.